# Kaszabia spinulosa
Kaszabia spinulosa är en bäcksländeart som beskrevs av Raušer 1968. Kaszabia spinulosa ingår i släktet Kaszabia och familjen rovbäcksländor. Inga underarter finns listade i Catalogue of Life.